# Hollands Kroon
Hollands Kroon – gmina w Holandii, w prowincji Holandia Północna. Gminę utworzono 1 stycznia 2012 z połączenia gmin Wieringen, Wieringermeer, Anna Paulowna i Niedorp.

## Miejscowości
Anna Paulowna, Barsingerhorn, Breezand, De Strook, De Haukes, Den Oever, Haringhuizen, Hippolytushoef, Kleine Sluis, Kolhorn, Kreil, Kreileroord, Lutjewinkel, Middenmeer, Moerbeek, Nieuwe Niedorp, Nieuwesluis, Oosterklief, Oosterland, Oude Niedorp, Slootdorp, Smerp, Stroe, Terdiek, Tolke, Van Ewijcksluis, Vatrop, 't Veld, Verlaat, Westerklief, Westerland, Wieringerwaard, Wieringerwerf, Winkel, Zijdewind.